# Јасмина Вечански
Јасмина Вечански (Панчево, 8. април 1972) српска је позоришна, телевизијска и филмска глумица и позоришна редитељка.

## Биографија
Јасмина Вечански је рођена 8. априла 1972. у Панчеву. Глуму је дипломирала на Факултету драмских уметности у Београду у класи професора Предрага Бајчетића. Била је чланица и играла у позориштима као што су Атеље 212, Народно позориште у Београду и Битеф театар. Поред глуме бави се позоришном режијом, за представу Опстанак коју је режирала са Мином Ћирић добиле  су другу награду на Хартефактовом конкурсу за савремену ангажовану драму 2018. године.

## Награде и признања
Добитница је следећих награда и признања:
- Новембарска награда за изузетан допринос у педагошком раду града Панчева 2004. године.
- Златна значка и повеља која се додељује за несебичан, предан и дуготрајан рад и стваралачки доприносу у ширењу културе коју додељује Културно просветна заједница Србије у сарадњи са Министарством вера и дијаспоре 2011. године.

## Филмографија
| Год.     | Назив                                 | Улога             |
| -------- | ------------------------------------- | ----------------- |
| 1990.-те |                                       |                   |
| 1994.    | Тројка                                |                   |
| 1995.    | Отворена врата                        | Антонијева кћи    |
| 1999.    | Нож                                   |                   |
| 2000.-те |                                       |                   |
| 2001.    | Крсташи                               |                   |
| 2006.    | Апорија                               | Ана               |
| 2009.    | Хитна помоћ                           | Медицинска сестра |
| 2010.-те |                                       |                   |
| 2013.    | Монтевидео, Бог те видео! (ТВ серија) | Зорица            |
| 2013.    | Матура                                | Весна             |
| 2016.    | Ferris Wheel                          | Мајка             |
| 2018.    | Треш                                  |                   |
| 2019.    | Државни службеник                     | Анина мајка       |
| 2020.-те |                                       |                   |
| 2020.    | Преживети Београд                     |                   |
| 2021.    | Тајне винове лозе                     | Кристинина мајка  |